# Centenario (Neuquén)
Centenario es una ciudad y municipio ubicada en la provincia del Neuquén, Patagonia argentina. Se encuentra al sur del valle del río Neuquén, frente a la localidad rionegrina de Cinco Saltos y al norte de la Ciudad de Neuquén.
La ciudad de Neuquén, el mayor centro poblado, capital administrativa y comercial de toda la Patagonia, se encuentra a escasos 15 km, conectada a ella mediante una autopista de cuatro carriles sobre la ruta provincial N.º 7. En los últimos años, se ha acrecentado el funcionamiento de Centenario como ciudad dormitorio, por la abundancia de terrenos y su buena conexión vial hacia la capital.

## Toponimia
El nombre de Centenario fue dado a la colonia primigenia en 1924 como un homenaje al centésimo aniversario de la Declaración de independencia de la Argentina, declarada el 9 de julio de 1816.

## Geografía
La ciudad de Centenario se encuentra situada en el borde de una zona de mesetas, por la cual los habitantes del Alto Valle las llaman "Bardas", con un valle anegadizo lindante. Las bardas son producidas por la erosión del río en sus crecientes, aunque estas están hoy controladas por la presencia aguas arriba del dique Ballester. El pueblo originalmente se situaba en el valle fluvial, aunque hoy se encuentra mucho más desarrollado en el lado de la meseta, lo que originalmente era el barrio Sarmiento. El amanzanamiento original había sido diseñado por el agrimensor Hugo Arraga, sin embargo este sector quedó prontamente delimitado en las direcciones norte, este y sur por las colonias agrícolas, ya que se decidió ocupar los terrenos sobre las bardas, de manera de dejar libres las tierras aptas para la agricultura. Hoy el sector sobre las bardas tiene una extensión cinco veces superior a la original.
El clima es templado-frío y semiárido, registrando temperaturas medias anuales que varían entre los 14 y 12 °C. Las lluvias no superan los 300 mm anuales y los fuertes vientos que caracterizan la zona suelen alcanzar entre 20 y 120 km/h.
Los suelos del valle son aluvionales con intercalaciones de conglomerados, arenas, gravas y limos consolidados. En cambio sobre la barda se encuentra canto rodado denominado rodado tehuelche.  Los terrenos más antiguos están constituidos por areniscas, limolitas y arcillitas, en los cuales predomina el color rojo.
La zona del lago Mari Menuco también es considerada históricamente jurisdicción de Centenario por su proximidad geográfica.

## Población
Según el censo 2022 se conoció una población dentro del municipio de 48.721 habitantes y 18.214 viviendas. Además, el censo dio a conocer datos de su composición poblacional (23780 hombres 24321 mujeres), población urbana sin población rural dispersa o localidades dispersas en el municipio (48101) densidad y área urbana.

Por otro lado, es el tercer municipio más poblado de la provincia tras Neuquén y Plottier. A partir de este censo la localidad pasó a integrar formalmente el conurbano del Área Metropolitana de Neuquén junto con las poblaciones de Vista Alegre Sur y gran parte de General Fernández Oro.
| Gráfica de evolución demográfica de Centenario entre 1991 y 2022 |
|                                                                  |
| Fuente: Censos nacionales del INDEC                              |

## Historia
Finalizada la Campaña del Desierto, el General Julio Argentino Roca solicitó la reserva de tierras no enajenadas sobre el río Neuquén considerando que estas tenían un valor militar estratégico. Lo mismo fue cumplido, y al poco tiempo de otorgárselas se asentaron en el lugar —que en ese momento se denominó Colonia Sayhueque— campesinos que se dedicaban a la cría de ganado vacuno y ovino, y al cultivo de hortalizas mediante el riego con agua de pozo.
La construcción del dique Contraalmirante Cordero (hoy llamado dique Ballester) unos 15 km al norte de Centenarque la regiónio en 1919, disminuyó las posibilidades de inundaciones en los valles inferiores y posibilitó una amplia red de riego en la zona. Esta red de riego permitiría  se dedique de lleno a la agricultura intensiva, configurando lo que hoy es su principal actividad económica. Con el crecimiento de la colonia, sus pobladores solicitan al presidente Hipólito Yrigoyen la creación de una colonia agrícola, lo que es cumplido en 1922, y dos años más tarde le es dado el nombre de Colonia Centenario.
Aunque el asentamiento original se ubicada en medio de la colonia agrícola, al poco tiempo la expansión obligó a ocupar terrenos al oeste de la ruta provincial N.º 7, que se encontraba fuera de los campos irrigados y permitieron el asentamiento de varios establecimientos industriales.
Rápidamente llegarían los primeros servicios básicos: en 1930 llega el primer destacamento policial; tres años después se instalaría la primera estafeta postal; se construyó la primera escuela en 1934; el primer templo católico aparecería en 1947, y sería elevado a parroquia en 1964, finalmente se crearía en 1981 el Cuartel De Bomberos Voluntarios de la ciudad.

## Religión
La religión mayoritaria es el catolicismo, aunque entre la población se encuentran presentes otras ramas y/o confesiones como los testigos de Jehová, adventistas, evangélicos,  judíos, mormones, Israelitas del Nuevo Pacto, agnósticos y ateos.

## Energía, Agua y Gas
Del servicio de energía eléctrica de la ciudad se encarga el Ente Provincial de Energía del Neuquén (EPEN)
Del servicio de agua y saneamiento se encarga el propio municipio de la ciudad. 
Del servicio de gas se encarga Camuzzi gas del Sur.

## Transporte
Del transporte se encarga la empresa Pehuenche, quienes hacen el recorrido urbano como también el interurbano hacia la ciudad capital de Neuquén, como también hacia Cipolletti, Cinco Saltos, Vista Alegre y San Patricio del Chañar.
La ciudad también cuenta con una gran cantidad de servicio de taxis disponible, con varias paradas dispersas en la ciudad.

## Educación
La ciudad de Centenario cuenta con varias instituciones educativas públicas o privadas, las más conocidas de la ciudad son:
- C.P.E.M  N.º 71
- C.P.E.M. N.º 1
- E.P.E.T. N.º 2
- Colegio Virgen de Lujan Secundario (Semi Privado)
- Colegio Virgen de Lujan Primario (Semi Privado)
- E.P.E.T. N°22
- C.P.E.M. N°50
- Escuela N°13
- Escuela N°59
- Escuela N°109
- Escuela N°204
- Escuela N°239
- Escuela N°124
- C.P.E.M. N°67
- C.P.E.M Nº87

### Deporte
El principal club profesional es la Asociación Deportiva Centenario, fundado en 1977.
El Autódromo Parque Provincia del Neuquén se inauguró en 2009, y ha atraído a categorías nacionales de automovilismo como el turismo carrera.

## Economía
Centenario basa su economía en el cultivo de frutales con regadíos, al igual que la mayoría de los poblados situados en el Alto Valle del Río Negro.
La principal producción del lugar es frutícola, predominando los cultivos de peras y manzanas en una extensión de 2200 ha. La zona está constituida por chacras que por lo general no superan las 10 ha de extensión, lo cual suele ser catalogado como unidades de producción excesivamente pequeñas. Aunque la mayoría de los colonos son solamente productores, existen varios que cuentan con plantas de empaque, y algunas cooperativas que cuentan con empacadoras y acopiadoras que agrupan a varios colonos. Solamente el 20% de la producción se industrializa, y del total un 60% se exporta.
Otras actividades de importancia son la cría de caprinos, la explotación forestal, apícola y la extracción de petróleo.

## Medios de comunicación
La Red Social Radio, 97.9 MHz. F.M., junto a sus repetidoras locales y regionales transmite desde Centenario, Neuquén, Argentina. Es la principal emisora privada, de mayor potencia y cobertura de la localidad, propiedad del multimedios Grupo Ronin. De carácter generalista/informativa. Líder desde 2014 en producción propia de noticias y cobertura de eventos sociales, deportivos y transmisiones desde exteriores. Posee un servicio informativo exclusivo cada 60 minutos. Su plantel altamente calificado de periodistas, locutores, móvileros y operadores técnicos, ponen al aire una programación de interés general que se complementa con programas de entretenimiento, musicales, y específicos. Posee convenios de difusión y brinda espacios a múltiples instituciones y organismos locales generando una importantísima inserción social en la comunidad. Vía internet transmite desde el diario digital centenariodigital.com.ar, este último el único y primer portal de noticias local con cobertura y actualización 24/7, y desde su sitio específico redsocialradio.com. La emisora posee una destacada presencia en las principales redes sociales, con noticias breves, estados informativos y transmisiones en vídeo en vivo desde su moderno estudio equipado para tal fin y exteriores. Además el Multimedios cuenta con Radio Centenario, en el 92.3 MHz, con un perfil de programación totalmente en vivo orientada a un rango etario de mayor edad, cubriendo temas de interés general, social, cultural y deportivo. Centenarioinforma.com Archivado el 5 de agosto de 2022 en Wayback Machine. en el segundo portal de respaldo y contenido local con el que cuenta el grupo. La dirección general del Multimedios Grupo Ronin, está a cargo del periodista y comunicador Sebastián Krapp, fundador de la empresa. 
Radio Sayhueque, 88.7 MHz, es la emisora oficial pionera, cuya gestión de contenidos, noticias y programación se encuentra en manos de la Municipalidad. Cuenta con un servicio informativo propio y un Blogs de noticias manejado por empleados municipales. El resto de las emisoras en la ciudad ofrecen programación musical con escasa producción local en vivo. 
La ciudad también tiene servicios de telefonía fija, internet y telefonía móvil, de la telefonía fija se encarga la Cooperativa Telefónica Centenario. El servicio de internet en la ciudad mediante redes cableadas lo brinda también la Cooperativa Telefónica Centenario a través de su marca comercial de internet, mediante redes de fibra óptica al hogar (FTTH).
También, desde mayo de 2019, Personal ofrece servicios de internet hasta 300 Mbps. En cuanto a la telefonía móvil, Claro, Movistar y Personal brindan servicio 4G en la ciudad.
El servicio de televisión lo brindan Flow como también se puede contratar DIRECTV.

## Parroquias de la Iglesia católica en Centenario
| Diócesis   | Neuquén                                    |
| ---------- | ------------------------------------------ |
| Parroquias | María Auxiliadora, Nuestra Señora de Luján |